# 大矢雅則
大矢 雅則（おおや まさのり、1947年 - 2016年 9月17日）は、日本の数学者。数理物理学者。元東京理科大学理工学部長。Ph.D.。理学博士。
数理物理と情報科学で米国と日本で博士号を収得後、作用素代数、量子エントロピー、量子情報、量子アルゴリズム、生命情報などを研究。
2006年、CAB方式暗号を考案。

## 略歴

### 学歴
- 1970年 -東京大学理学部物理学科卒業
- 1976年 -ロチェスター大学大学院理学研究科博士課程修了 Ph.D取得
- 1985年 - 東京工業大学にて理学博士号取得

### 職歴
- 1988年-現在 東京理科大学理工学部教授
- 2003        東京理科大学情報科学教育・研究機構長
- 2004-2006年 東京理科大学理工学研究科長
- 2006-2010年 東京理科大学理工学部長

#### 学外における役職
- 日本数学会評議員
- 私立大学情報教育協会委員
- 国際高等研究所特別研究委員
- Scientific Society of Europe and Japan 学会副会長
- 学術会議委員

などを歴任。

### 国際ジャーナル
- 1990年-     Reports on Mathematical Physics 学会誌及び論文誌の編集長
- 1995年-     Open Systems and Information Dynamics 学会誌及び論文誌の編集者
- 2000-2005年 Amino Acid 編集委員
- 2000年-     Infinite Dimensional Analysis and Quantum Probability 学会誌及び論文誌の編集者
- 2000年-     Association for Quantum Probability and Infinite Dimensional Analysis 学会の顧問・助言委員等

## 著作
- 『確率論的エントロピー』共立出版、1983.（梅垣壽春と共著）
- 『量子論的エントロピー』共立出版、1984.（梅垣壽春と共著）
- 『作用素代数入門』共立出版、1985.（梅垣壽春、日合文夫と共著）
- 『Quantum Entropy and its Use』Springer-Verlag、TMP-series、1993.（D.Petzと共著）
- 『Information Dynamics and Open Systems』Kluwer Academic Publishers、1997.（R.S.Ingarden, A.Kossakowski と共著）
- 『情報進化論』岩波書店、2005.
- 『Selected Papers of M. Ohya』World Scientific、2008.
- 『Mathematical Foundations of Quantum Information and Computation and Its Applications to Nano- and Bio-systems』Springer-Verlag、2011.（I.Volovichと共著）